# K-os
예명인 k-os(/ˈkeɪ.ɒs/, 카오스)로 더 잘 알려진 케빈 브레러턴 (Kevin Brereton) 은 캐나다인 랩퍼, 가수, 송라이터, 레코드 프로듀서이다. 그가 나중에 채택한 철자, Kheaven으로서 그의 이름이 또한 인용될 수 있다.
일명 "k-os"는 "chaos"로 발음되며, 비록 후의 인터뷰에서 그가 "Kheaven's Original Sound"를 상징한다라고 말 했을지라도, "Knowledge of Self"의 두문자이다. 그의 음악은 랩,펑크,락,레게에 제한되지 않는 넓은 다양한 장르를 포함한다. 가사는 종종 돈,명예,폭력의 미화를 수반한 주류 힙합 문화의 망상에 대한 비평을 표출하는 동시에 "긍정적인 메시지"를 진척하는 데 초점을 맞춘다.
프로듀서로서 뿐만 아니라 뮤지션, k-os는 거의 그의 전체 세 앨범의 모든 부분을 썼고 프로듀스했다. k-os는 대개 라이브 밴드와 함께 공연을 하며, 그것은 힙합 장르에 있어 흔한지 않다. 그는 때때로 라이브 공연을 하는 동안과 스튜디오에 있을 때 둘 다 기타와 키보드로 연주를 한다.
k-os는 1993년에 발매된, 싱글 "Musical Essence"와 함께 그의 최초의 음악적 표출을 경험했다. 1996년 그의 두 번째 싱글 "Rise Like The Sun"의 발매 후, 그는 그의 음악 스타일에 불만족했기 때문에 음악 산업으로부터 물러났다. 그는 1999년 잠시 동안 나타났고 2002년 그의 데뷔 앨범 Exit를 발매한다. 그 앨범은 긍정적인 평론을 받았지만 상대적으로 적은 카피를 팔았다. 그는 2004년 캐나다에서 플래티넘 상태를 경험했던, 그의 두 번째 앨범 Joyful Rebellion을 발매했다. Joyful Rebellion은 긍정적인 평론을 받았지만, 여러 번 힙합의 상태를 광범위하게 이야기한다는 비평을 받았다. k-os의 세 번째 앨범인 Atlantis: Hymns for Disco가 2006년에 발매된다.

## 젊은 시절과 어린 시절
k-os는 1972년 2월 20일에 캐나다, 온타리오주, 토론토에 있는 성 미가엘 병원 (St. Michael's Hospital)에서 태어났다. 그와 그의 두 살 아래 동생들 조슈아와 앤드류 리처드는 트리니나드 토바고인 여호와의 증인 부모에 의해 길러졌다. 그의 아버지는 그레이터 토론토 지역 (Greater Toronto Area)에 있는 두 집회에 목사였다.

k-os는 그가 3학년에 다니고 있을 때 트리니다드에 그의 가족을 따라 이사했다. 트리니다드에서, k-os는 음악으로 그 자신을 둘러쌌다.

동시에 그는 또한 8살의 나이로 채식주의자가 된다.

그는 10대 때 그의 어머니와 함께 캐나다에 돌아와서, 토론토의 동쪽 마을 휘트비 (Whitby)에 주거를 한다. 그의 아버지는 일시적으로 일을 지속하기 위해 트리니다드에 떨어져 머무른다. 그의 아버지는 컴퓨터 엔지니어로서 일했고 국립 트리니다드 항공사 BWIA의 통신 중역이 되었으며, 반면에 그의 어머니는 화장품 회사를 소유했다. 성장한 k-os는 New Order, Depeche Mode, Boogie Down Productions, Slick Rick, A Tribe Called Quest, 비틀즈 같은 다양한 예술가들과 그룹의 팬이었다.

## 음반 목록

### 정규 앨범
- 《Exit》
- 《Joyful Rebellion》
- 《Atlantis:Hymns for Disco》

VBN

## 참고
1. ↑  
Larry LeBlanc (2004년 9월 4일). “K-OS starts 'Rebellion': Toronto MC wages war against stereotypes with sophomore set.”. 빌보드.
2. ↑  
Bartley Kives (2004년 10월 21일). “The gospel according to k-os not about preaching to choir”. Winnipeg Free Press.
3. 1 2  Galloway, Matt. “K-OS”. NOW. 2006년 6월 16일에 원본 문서에서 보존된 문서. 2006년 10월 19일에 확인함.
4. ↑  
Del F. Cowie (2002년 1월 31일). “K-OS: Organised K-OS”. Exclaim!. 2006년 6월 19일에 원본 문서에서 보존된 문서. 2006년 10월 21일에 확인함.
5. ↑  알지 못함. “K-OS”. Peta2. 2007년 12월 15일에 원본 문서에서 보존된 문서. 2006년 10월 19일에 확인함.